# David Johnson (giocatore di football americano)
David Johnson (Clinton, 16 dicembre 1991) è un ex giocatore di football americano statunitense che ha militato nel ruolo di running back nella National Football League (NFL) per otto stagioni.

## Carriera

### Arizona Cardinals
Dopo avere giocato al college a football alla Northern Iowa University, Johnson fu scelto nel corso del terzo giro (86º assoluto) del Draft NFL 2015 dagli Arizona Cardinals. Debuttò come professionista subentrando nella gara del primo turno contro i New Orleans Saints in cui segnò un touchdown decisivo  su un passaggio da 55 yard di Carson Palmer. Sette giorni dopo stabilì un nuovo record di franchigia quando ritornò il kickoff di apertura per 108 yard in touchdown, in una delle giocate più lunghe della storia della NFL. Nella stessa gara segnò anche un TD su corsa, venendo premiato come miglior giocatore degli special team della NFC della settimana.
Nella settimana 5, Johnson segnò due touchdown su corsa nella vittoria dei Cardinals 42–17 sui Detroit Lions arrivando a 3 TD su corsa, 2 su ricezione e uno su ritorno di kickoff, diventando il primo rookie dai tempi di Gale Sayers a segnare più di un TD su corsa, più di uno su ricezione e uno su ritorno di kickoff nelle prime cinque gare della stagione. Nella settimana 13, Johnson disputò la prima gara come titolare in carriera al posto dell'infortunato Chris Johnson, correndo 99 yard e segnando un TD su ricezione. Due settimane dopo disputò la miglior gara stagionale, correndo 187 yard e segnando 3 touchdown nella vittoria sugli Eagles che diede alla squadra la matematica vittoria della propria division. Per quella prova fu premiato come miglior running back della settimana. Alla fine di dicembre fu premiato anche come miglior rookie offensivo del mese, in cui segnò 5 touchdown in cinque partite. La sua stagione da rookie si chiuse guidando i Cardinals con otto touchdown su corsa e dodici totali, mentre si classificò al secondo posto dietro a Chris Johnson con 581 yard corse. Segnò un touchdown su corsa anche nella finale di conference contro i Panthers ma i Cardinals furono sconfitti per 49-15.
La stagione 2016 fu quella della consacrazione per Johnson. Nelle cinque gare di ottobre mantenne una media di 145,2 yard guadagnate su corsa e ricezione, segnando cinque touchdown, che gli valsero il premio di miglior giocatore offensivo della NFC del mese. Per due volte inoltre fu premiato come giocatore offensivo della NFC della settimana: nella quinta dopo avere corso 157 yard e 2 touchdown nella vittoria sui 49ers e nella tredicesima in cui ricevette 9 passaggi per 91 yard e corse 84 yard, segnando complessivamente due touchdown, nella vittoria sui Washington Redskins. A fine stagione fu convocato per il primo Pro Bowl in carriera e inserito nel First-team All-Pro dopo avere guidato la NFL con 20 touchdown totali, 16 su corsa, un nuovo record di franchigia che batté quello di John David Crow nel lontano 1962, e 4 su ricezione. Fu il primo giocatore a guadagnare più di 2.000 yard totali (1.239 su corsa e 879 su ricezione) e segnare almeno 20 touchdown da LaDainian Tomlinson nel 2006.
Nella prima gara della stagione 2017, Johnson si infortunò a un polso, venendo inserito in lista infortunati per tutto il resto dell'anno. Tornò in campo nella settimana 1 della stagione 2018 segnando l'unico TD della sua squadra nella sconfitta coi Redskins. Tuttavia Johnson faticò nelle stagioni seguenti all'infortunio non riuscendo più a mettere in mostra il passo precedente e venendo infine sostituito come titolare dal neoarrivo Kenyan Drake.

### Houston Texans
Il 16 marzo 2020, Johnson fu scambiato con gli Houston Texans assieme alle scelte del secondo giro del 2020 e del quarto giro del 2021 per il ricevitore All-Pro DeAndre Hopkins e una scelta del quarto giro. Nella prima partita con la nuova maglia corse 77 yard e segnò un touchdown ma la sua squadra fu sconfitta dai Kansas City Chiefs campioni in carica. Nel penultimo turno corse per la prima volta oltre cento yard con la nuova maglia, 128 in 12 tentativi, nella sconfitta contro i Cincinnati Bengals.

### New Orleans Saints
Il 16 novembre 2022 Johnson firmò con la squadra di allenamento dei New Orleans Saints. Fu promosso nel roster attivo il 19 novembre. Il 12 dicembre firmò con il roster attivo.

### Ritiro
Il 19 maggio 2024 Johnson annunciò il suo ritiro dal football professionistico.

## Palmarès
- Convocazioni al Pro Bowl: 1

2016
- First-team All-Pro: 1

2016
- Running back della settimana: 1

15ª del 2015
- Giocatore offensivo della NFC del mese: 1

ottobre 2016
- Giocatore offensivo della NFC della settimana: 2

5ª e 13ª del 2016
- Giocatore degli special team della NFC della settimana: 1

2ª del 2015
- Rookie offensivo del mese: 1

dicembre 2015